# Georgische Volleyballnationalmannschaft der Frauen
Die georgische Volleyballnationalmannschaft der Frauen ist eine Auswahl der besten georgischen Spielerinnen, die den georgischen Volleyballverband bei internationalen Turnieren und Länderspielen repräsentiert.

## Geschichte
Georgische Mannschaften nehmen seit der Unabhängigkeit 1991 an internationalen Wettbewerben teil. Zuvor waren die Volleyballspielerinnen Teil der sowjetischen Nationalmannschaft.

### Weltmeisterschaften
Georgien konnte sich bisher noch nie für eine Volleyball-Weltmeisterschaft qualifizieren. Zuletzt blieb die Mannschaft bei der Qualifikation zur WM 2018 sieglos.

### Olympische Spiele
Georgien nahm noch nie an einem olympischen Volleyballturnier teil.

### Europameisterschaften
Bei der Europameisterschaft 2017 ist Georgien neben Aserbaidschan als Gastgeber gesetzt. Dadurch nehmen die georgischen Frauen zum ersten Mal an einer EM-Endrunde teil. Man erreichte den 16. Platz.

### World Cup
Am Volleyball World Cup war Georgien bisher nicht beteiligt.

### World Grand Prix
Auch der Volleyball World Grand Prix fand bisher ohne Georgien statt.

### Europaliga
Georgien nahm bei der Europaliga 2015 erstmals an diesem Wettbewerb teil. In der Vorrunde belegte die Mannschaft sieglos den sechsten und letzten Platz. 2017 ist Georgien wieder dabei und war Gastgeber des ersten Vorrundenturniers in Tiflis, blieb dabei jedoch ohne Punktgewinn. 2018 und 2019 belegte man jeweils den 19. Platz. 